# Algar de Palancia
Algar de Palancia (em castelhano) ou Algar de Palància (em valenciano) é um município da Espanha na província de Valência, Comunidade Valenciana. Tem 13,2 km² de área e em 2021 tinha 499 habitantes (densidade: 37,8 hab./km²).

## Demografia
| Variação demográfica do município entre 1991 e 2004 | Variação demográfica do município entre 1991 e 2004 | Variação demográfica do município entre 1991 e 2004 | Variação demográfica do município entre 1991 e 2004 |
| --------------------------------------------------- | --------------------------------------------------- | --------------------------------------------------- | --------------------------------------------------- |
| 1991                                                | 1996                                                | 2001                                                | 2004                                                |
| 393                                                 | 413                                                 | 424                                                 | 461                                                 |